# Principauté de Reuss branche aînée
Pour les articles homonymes, voir Reuss (homonymie).
1778–1918
Entités précédentes :
- Reuss-Greiz

Entités suivantes :
- État populaire de Reuss

La principauté de Reuss branche aînée  (en allemand : Fürstentum Reuß ältere Linie), ou principauté de Reuss-Greiz, est un ancien État du Saint-Empire romain jusqu'à 1806, puis de la confédération du Rhin et de la Confédération germanique. En 1871, elle est devenue l'un des vingt-cinq États de l'Empire allemand ayant existé jusqu'en 1918.

## Géographie

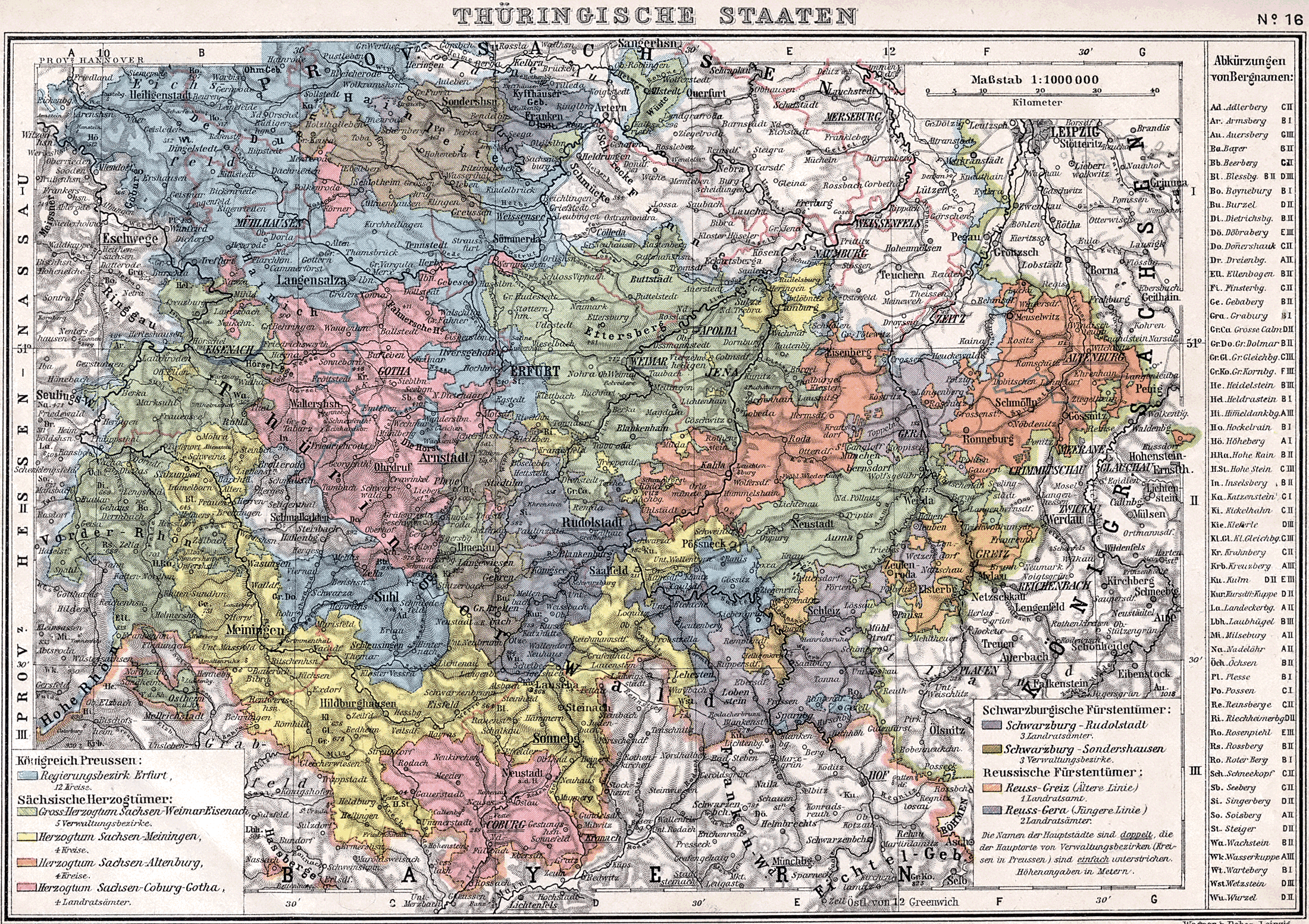
La principauté de Reuss branche aînée (en orange clair) en 1905.

Située en Thuringe, cette principauté couvre 317 km2 pour une population de 72 000 habitants en 1910. Depuis l'extinction de la branche Reuss de Gera, elle possède la seigneurie de Gera en commun avec la principauté de Reuss branche cadette. Sa capitale est la ville de Greiz.
Elle possède des frontières avec la Saxe-Meiningen, la Saxe-Altenbourg, la Saxe-Weimar-Eisenach et le royaume de Saxe.

## Histoire
Dès le Moyen Âge, les ancêtres de la maison Reuss, baillis de Weida, furent seigneurs du Vogtland dans l'est du Thuringe. En 1564, leur territoire est partagé : la branche aînée a comme capitale Greiz, lorsque la branche cadette siège à Gera, Schleiz, Lobenstein et Ebersdorf. En 1673, la famille a obtenu l'immédiateté impériale.
En 1768, le comte Henri XI (1722-1800) a réuni les possessions des Reuss à Greiz (Reuß zu Greiz). C'était après la mort d'Henri III, comte Reuss d'Untergreiz (du Bas-Greiz) que l'unification avec l'Obergreiz (le Haut-Greiz) se développe sous Henri XI d'Obergreiz. Dix ans après, en 1778, il est élevé à la dignité princière. Un partisan loyal de la maison de Habsbourg, il a également reçu les insignes de chevalier dans l'ordre de Saint-Étienne de Hongrie. Ses descendants portent dès lors le titre de prince Reuss, branche aînée (Aeltere Linie, abrégé en Ae.L.) ou prince Reuss à Greiz.
En 1807, la principauté rejoignit la Confédération du Rhin après la dissolution du Saint-Empire, se plaçant ainsi sous la protection de Napoléon jusqu'en 1813, avant de devenir membre de la Confédération germanique en 1815. Au congrès de Vienne, le prince Henri XIII réussit à obtenir pour lui des territoires disputés entre le royaume de Saxe et sa principauté. Il s'agissait des villages d'Altgommla et Kühdorf, autrefois appartenant au monastère de Mildenfurth, ainsi que de parties des villages d'Alt et Neugernsdorf. En 1833, Reuss branche aînée rejoignit le Zollverein au sein de l'Union douanière et commerciale des États de Thuringe.
Pendant la révolution de 1848, Reuss branche aînée connut des troubles et des changements politiques, comme le reste de l'Allemagne.
Durant la guerre austro-prussienne de 1866, Reuss branche aînée s'allia à l'Autriche, en raison de liens historiques et de relations dynastiques (Henri XIII était général d'artillerie impérial autrichien). La principauté resta en grande partie à l'écart des opérations militaires, mais la Prusse déclara la guerre le 21 juin 1866, et ce n'est que le 11 août 1866 que deux compagnies prussiennes occupèrent la principauté.
L'admission de Reuss branche aînée comme État indépendant dans la nouvelle Confédération de l'Allemagne du Nord, fondée par la Prusse, n'était initialement pas prévue. Cet État devait être divisé dans le cadre d'un échange territorial entre la Prusse (district de Ziegenrück) et Reuss branche cadette. Cependant, grâce à l'intercession du grand-duc de Saxe-Weimar-Eisenach auprès du roi Guillaume Ier de Prusse, la principauté fut sauvée de ce sort. Il fut reconnu que Reuss branche aînée était trop petite pour subir davantage de réductions territoriales. Ainsi, au lieu d'une cession de territoire, un paiement de 100 000 thalers fut effectué, partagé équitablement entre la maison princière et la principauté.
Le 26 septembre 1866, le traité de paix fut signé à Berlin, obligeant Reuss branche aînée à adhérer à la Confédération de l'Allemagne du Nord. Henri XXII se distingue par son inimitié vis-à-vis de la Prusse, il restera jusqu'à sa mort en 1902 un des plus implacables ennemis de Bismarck. Cela fit de l'État un membre de cette nouvelle fédération, qui reçut sa constitution fédérale le 1er juillet 1867. En 1871, avec l'adhésion des États du Sud, la fédération devint l'Empire allemand.
En 1880, lorsque les États membres furent obligés d'établir des représentations permanentes auprès du Bundesrat à Berlin, la principauté confia sa représentation au grand-duché de Mecklembourg-Schwerin. Après la mort d'Henri XXII, cette tâche fut reprise par le grand-duché de Saxe-Weimar-Eisenach.
Reuss branche aînée resta un État très conservateur. La création d'associations nécessitait une autorisation de l'État et les associations politiques de toute tendance étaient interdites. Bien que le parlement ait adopté une constitution à l'été 1851, celle-ci fut retardée si longtemps qu'une publication ne fut plus nécessaire en raison de l'attitude réactionnaire croissante. Ce n'est que l'adhésion à la Confédération de l'Allemagne du Nord qui rendit à nouveau nécessaire un débat constitutionnel. Ainsi, la principauté introduisit la monarchie constitutionnelle avec la promulgation d'une constitution le 28 mars 1867, en tant que dernier État de Thuringe à le faire. Le nouveau parlement de Greiz se composait de douze députés, dont trois nommés par le prince, deux désignés par les propriétaires de domaines seigneuriaux et les plus grands paysans, et sept élus au suffrage indirect dans trois circonscriptions urbaines et quatre rurales.
Le prince Henri XXII s'efforça de maintenir un mode de gouvernement autocratique, faisant de Reuss branche aînée un bastion du luthéranisme orthodoxe. Son attitude envers les représentants prussiens était marquée par une aversion, voire une hostilité manifeste. La presse prussienne le surnommait « l'Impoli ». Il s'opposait notamment à la politique d'armement et à la politique étrangère de l'Empire. Ainsi, Reuss branche aînée fut le seul État membre à voter contre l'expédition en Chine en 1900, contre le budget du ministère des Affaires étrangères en 1901, et contre le budget colonial. Il s'opposa également à l'introduction du mariage civil obligatoire, au Code civil allemand, aux lois du Kulturkampf et aux lois antisocialistes.
La principauté présentait des caractéristiques extrêmes : en 1910, elle était le seul État allemand sans dettes, mais également le seul à ne pas disposer d'une école menant à l'enseignement supérieur jusqu'à la fondation du lycée municipal de Greiz en 1879.
À la mort du prince Henri XXII en 1902, le règne de la maison de Reuss branche aînée sur la principauté prit fin. Son fils, le prince Henri XXIV, ayant été déclaré mentalement malade et incapable de gouverner, la tutelle et le gouvernement passèrent au prince Henri XIV de Reuss branche cadette. À partir de 1908, son fils Henri XXVII gouverna les deux principautés en union personnelle jusqu'en 1918.

Après la révolution de novembre 1918, Reuss branche aînée devint un État libre allemand. Dès 1919, il fusionna avec l'État libre de Reuss branche cadette pour former l'État populaire de Reuss (Volksstaat Reuß), avec Greiz comme capitale. Cet État fut intégré au Land de Thuringe en 1920.

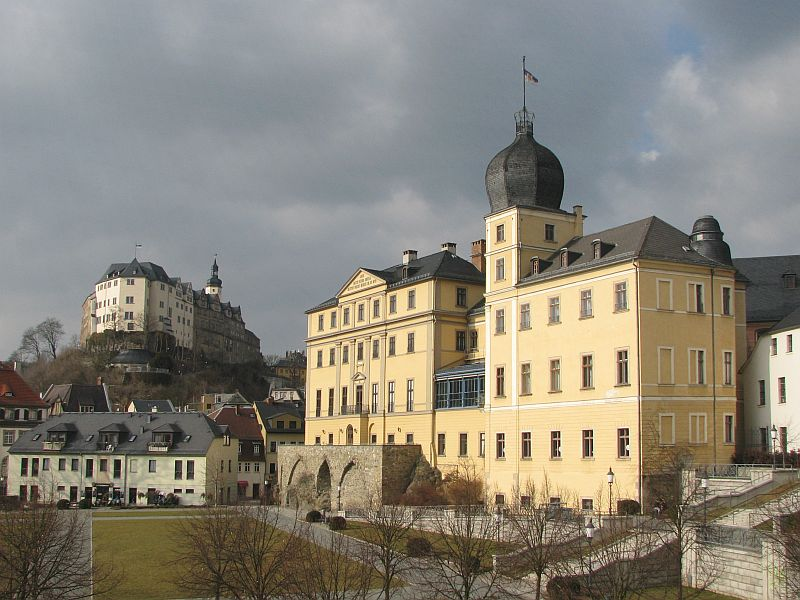
Les châteaux de Greiz, résidences pour un temps des comtés du Bas-Greiz et du Haut-Greiz, puis de la Principauté de Reuss branche aînée

Suivant une tradition familiale remontant au XIIe siècle, les membres mâles de la branche aînée de la maison Reuss s'appellent tous Henri et sont numérotés en série suivant leur ordre de naissance (et non suivant leur succession sur le trône) : ainsi, les cinq fils d'Henri XI sont nommés Henri XII, XIII, XIV, XV, XVI et XVII. Ces séries reviennent au départ une fois le nombre 100 atteint. La dernière série a commencé avec Henri Ier, né en 1693.
La branche aînée de la maison Reuss s'éteint à la mort de Henri XXIV en 1927. Ses titres passent au représentant de la branche cadette, Henri XXVII.

## Économie
L'industrie textile occupait une place prépondérante dans la principauté de Reuss branche aînée. En 1860, le tissage de laine peignée fut introduit pour remplacer le tissage de lin et de coton, offrant une production plus adaptée aux besoins contemporains. Pour améliorer et diversifier les produits textiles, des teintureries et des établissements d'apprêt furent mis en place, jouant un rôle crucial dans l'ennoblissement des tissus. En 1864, l'installation du premier métier à tisser mécanique à Greiz marqua un tournant technologique pour l'industrie locale.
Cette innovation permit une augmentation significative de la productivité et de la qualité des textiles produits. En 1900, la région comptait déjà 10 876 métiers à tisser, témoignant de l'expansion rapide et de l'importance économique de l'industrie textile dans la principauté. Cette croissance industrielle contribua à dynamiser l'économie locale et à créer de nombreux emplois, consolidant ainsi la position de Reuss branche aînée comme un centre industriel majeur dans le secteur textile.

## Organisation administrative

### Le prince
À la tête de l'État se trouvait le prince, autorité suprême de la principauté.

### Cabinet secret
Le Cabinet secret (Geheime Kabinett) était une autorité travaillant directement pour le souverain et la maison princière. Il gérait les affaires internes de la maison princière et, parfois, des fonctions de politique étrangère. L'administration des finances privées de la famille princière, appelée la cassette, relevait également du Cabinet.

### La Chambre
La Chambre était responsable des finances du souverain et de la maison princière, incluant l'administration des biens princiers tels que les domaines et les châteaux. Les revenus de ces biens finançaient la maison princière, puisqu'il n'y avait pas de liste civile. Sous la supervision de la Chambre se trouvaient le Département forestier princier, la Cour princière, l'Adjudanture, les Écuries princières, la Caisse générale et la Recette forestière, le Bureau des rentes, et l'Économat de la cour princière.

### Autorité administrative
L'Autorité administrative (Landesregierung), avec la Caisse (à partir de 1852), était l'autorité supérieure pour l'administration intérieure, la justice (jusqu'en 1868), les finances de l'État et les relations avec les autorités impériales après la fondation de l'Empire en 1871. Jusqu'en 1868, il servait aussi de tribunal de moyenne instance, rôle transféré ensuite à la Cour d'appel commune d'Eisenach.
À la tête de l'autorité se trouvait un président du gouvernement, qui était aussi président du consistoire. Le gouvernement comprenait plusieurs conseillers de gouvernement. Jusqu'à la fin de la principauté, le gouvernement fonctionnait selon le principe de collégialité plutôt que celui des départements, ce qui était anachronique dans l'Empire allemand.

#### Autorités subordonnées
Les autorités subordonnées comprenaient cinq bailliages : Obergreiz, Untergreiz, Dölau, Burgk et Zeulenroda, ainsi que les conseils municipaux des villes de Greiz et Zeulenroda. En 1855, les bailliages d'Obergreiz, Untergreiz et Dölau furent regroupés pour former le bailliage judiciaire de Greiz.

### Consistoire
Le Consistoire princier était l'autorité supérieure pour les affaires ecclésiastiques et scolaires. Il était composé de quatre membres : le président du gouvernement (président du Consistoire), le surintendant et pasteur de la ville de Greiz (conseiller consistorial), un conseiller de gouvernement (également conseiller consistorial), et un conseiller ecclésiastique (généralement l'archidiacre de Greiz). L'inspecteur scolaire du pays, souvent directeur de l'École normale princière, participait aux affaires scolaires. Jusqu'en 1868, le Consistoire servait également de tribunal pour les ecclésiastiques, les affaires matrimoniales et successorales.

### Réforme administrative de 1868
En 1868, une constitution fut promulguée et une réforme administrative menée. La séparation de la justice et de l'administration entraîna la création d'un bureau de district (Landratsamt) à Greiz le 1er octobre 1868, couvrant toute la principauté. Dans l'exclave de Burgk, le bureau de justice local assumait une partie des compétences du bureau de district.

## Monnaie et monopole postal
La principauté adhéra en 1838 au traité monétaire de Dresde. Deux thalers au pied monétaire prussien de 14 thalers correspondaient désormais à 3 1⁄2 florins sud-allemands au pied de 24 1⁄2 florins, ce qui devait être considéré comme la monnaie commune d'association des "États contractants". Cette monnaie d'association de "2 thalers = 3 1⁄2 florins" était légalement valable dans chaque pays du Zollverein, indépendamment de l'émetteur de la monnaie d'association. Plusieurs branches de Reuss frappèrent leurs propres monnaies au pied monétaire prussien (1 Reichstaler à 24 gros à 288 pfennigs, à partir de 1838 1 thaler à 30 gros d'argent à 360 pfennigs) : 
- Reuss branche aînée (Reuss-Greiz) 1806-1909, ateliers monétaires à Saalfeld avant 1840, à Hanovre 1875-1877, à Berlin 1840-1909,
- Reuss-Lobenstein-Selbitz 1807, atelier monétaire de Saalfeld,
- Reuss-Lobenstein-Ebersdorf 1812-1847, atelier monétaire de Berlin,
- Reuss branche cadette (Reuss-Schleiz-Greiz) 1816-1884, ateliers monétaires de Saalfeld avant 1840, Berlin 1840-1884.

Ce n'est qu'avec l'introduction du mark comme monnaie impériale le 1er janvier 1876, selon la loi du 4 décembre 1871, que le morcellement du système monétaire fut aboli.
La poste de Tour et Taxis s'assura le monopole postal par des traités avec les principautés de Reuss :
- 17 mars 1809 avec Reuss-Lobenstein et Reuss-Ebersdorf,
- 21 mars 1809 avec Reuss-Greiz,
- 1er mars 1816 avec Reuss-Schleiz,
- 1er mars 1817 avec Reuss-Schleiz, Reuss-Lobenstein et Reuss-Ebersdorf concernant la seigneurie commune de Greiz.

L'administration commune était déjà reconnaissable extérieurement par le nom, les armoiries postales et les uniformes, qui se distinguaient par différentes couleurs de col. Le nom de l'établissement postal était : "Expédition postale princière de Reuss, princière de Tour et Taxis". Les armoiries postales combinaient les deux blasons : en bas celui de Reuss, au-dessus celui de Tour et Taxis. De 1852 à 1866, la poste de Tour et Taxis émit ses propres timbres-poste dans deux monnaies différentes. Reuss appartenait au district nord avec la monnaie en gros. À partir de 1867, le monopole postal passa à la Prusse.

## Système judiciaire
La juridiction de la principauté de Reuss branche aînée relevait de la Cour d'appel d'Iéna, compétente pour les quatre duchés saxons-ernestins, la principauté de Schwarzbourg-Rudolstadt, les deux principautés de Reuss, ainsi que les districts prussiens de Schmalkalden, Schleusingen et Ziegenrück. La principauté de Reuss branche aînée formait le district du tribunal régional de Greiz, avec trois tribunaux de première instance situés à Burgk, Greiz et Zeulenroda.

## Armée
En tant que membre de la Confédération germanique, la principauté de Reuss branche aînée fournissait un contingent de 223 hommes d'infanterie et appartenait au 12e bataillon de la division de réserve de 
l'armée fédérale. Depuis la fondation de la Confédération germanique, les deux principautés de Reuss entretenaient ensemble un bataillon d'infanterie de 745 hommes. En 1854, les effectifs en temps de paix furent portés à six compagnies, Reuss branche aînée fournissant une section de chasseurs à deux compagnies, et Reuss branche cadette un bataillon à quatre compagnies.
Après la convention militaire conclue avec la Prusse le 4 février 1867, l'armée princière de Reuss des deux branches formait, dans l'Empire allemand, avec les contingents de Saxe-Altenbourg et de Schwarzbourg-Rudolstadt, le 7e régiment d'infanterie thuringien n° 96, intégré au 4e corps d'armée prussien basé à Magdebourg. Un bataillon était en garnison à Greiz, avec un détachement envoyé chaque mois à Greiz. Cette organisation permettait de maintenir un lien entre les unités et leurs régions d'origine, assurant ainsi une certaine cohésion au sein des forces armées impériales.

## Armoiries
Les deux principautés de Reuss portaient des armoiries communes.
Blason : Les armoiries se composaient d'un écu écartelé. Dans les quartiers : 
Quartiers 1 et 4 : De sable au lion d'or rampant. (Baillis de Plauen en tant que seigneurs d'origine de la principauté de Reuss)
Quartiers 2 et 3 : D'argent à la grue d'or. (Seigneurie de Kranichfeld. L'Oberkranichfeld passa en 1453 des burgraves de Kirchberg aux seigneurs Reuss de Plauen, en 1615 à la Saxe-Weimar, en 1620 à Schwarzbourg, en 1663 à la Saxe-Gotha et finalement en 1826 à la Saxe-Meiningen. Néanmoins, les princes de Reuss conservèrent la grue de manière proéminente dans leurs armoiries.)
Les couleurs nationales étaient noir-rouge-or.

## Liste des princes

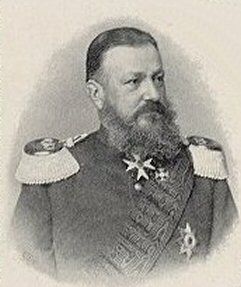
Henri XXII (1846–1902), souverain de la principauté de 1859, adversaire des politiques de la Prusse

- 12 mai 1778-28 juin 1800 : Henri XI
- 28 juin 1800-29 janvier 1817 : Henri XIII, fils du précédent
- 29 janvier 1817-31 octobre 1836 : Henri XIX, fils du précédent
- 31 octobre 1836-8 novembre 1859 : Henri XX, frère du précédent
- 8 novembre 1859-19 avril 1902 : Henri XXII, fils du précédent
- 19 avril 1902-11 novembre 1918 : Henri XXIV, fils du précédent

## Liste des prétendants au trône
- 11 novembre 1918 - 13 octobre 1927 : Henri XXIV, dernier représentant de la branche aînée de la maison Reuss.
- 13 octobre 1927 - 21 novembre 1928 : Henri XXVII, prince régnant de Schleiz (1913-1918), puis prince titulaire (1918-1927). Après la disparition de la branche ainée, il prend le titre de Fürst Reuss (sans désignation de branche) comme nouveau chef de toute la dynastie.
- 21 novembre 1928 - 5 janvier 1962 : Henri XLV, fils du précédent, disparu en 1945, déclaré mort le 5 janvier 1962 par un tribunal de Büdingen. Très probablement mort dans un camp de concentration communiste. Dernier représentant masculin de la branche cadette régnante. Il a légué ses biens au prince Henri Ier Reuss (1910-1982), prince de Köstritz, qu'il a adopté en 1935 et qui est marié à sa nièce Woizlawa-Feodora de Mecklembourg.
- 5 janvier 1962 - 20 juin 2012 : Henri IV, aîné des Reuss de Köstritz, lignée plus jeune et seule restante de la branche cadette. La succession dynastique passe au Fürst Reuss von Köstritz en tant que nouveau chef de toute la dynastie, donc aussi appelé Fürst Reuss.
- Depuis le 20 juin 2012 : Henri XIV, fils du précédent, résidant au château d'Ernstbrunn (Autriche).

## Images

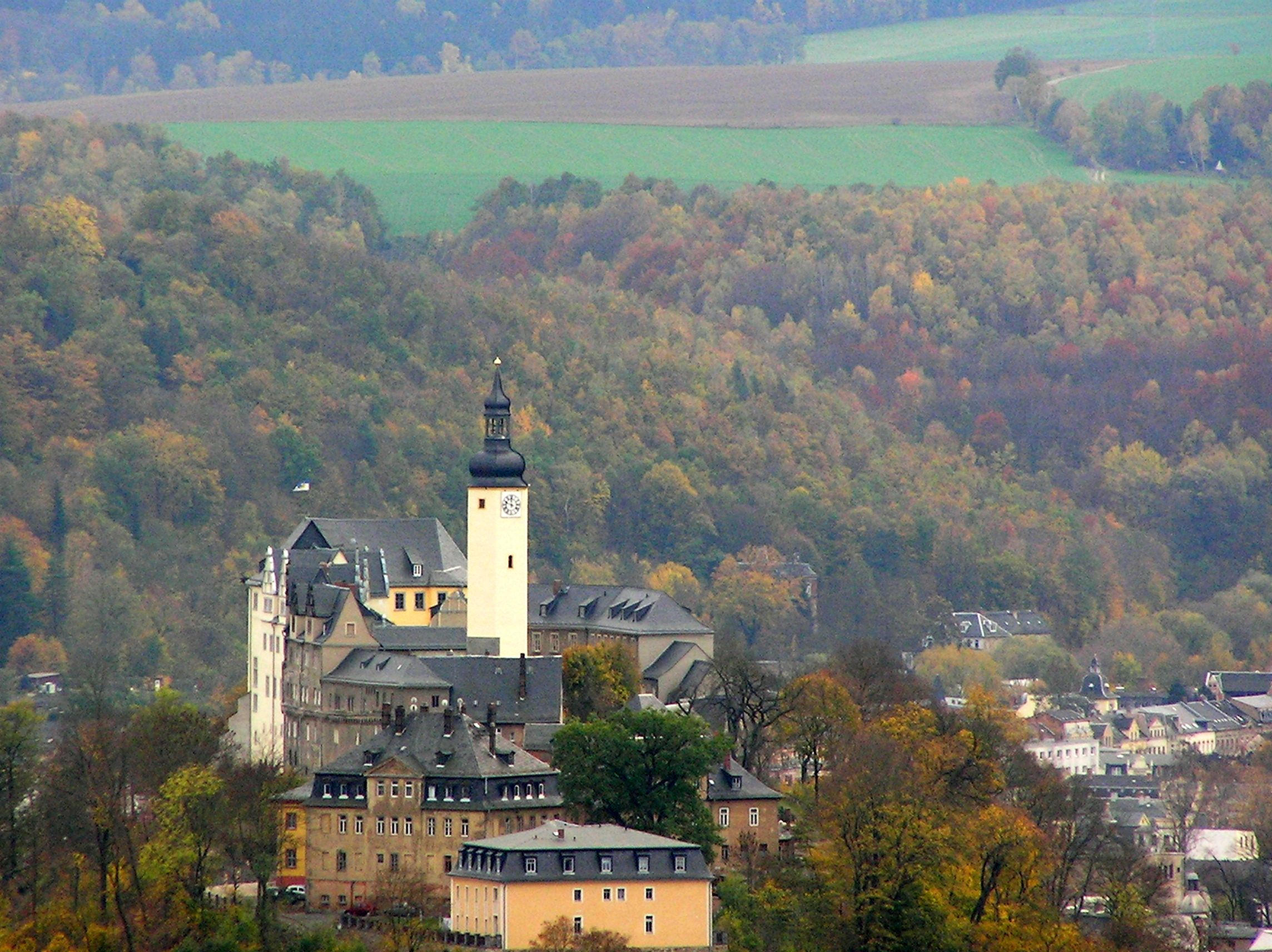
Le château-haut de Greiz
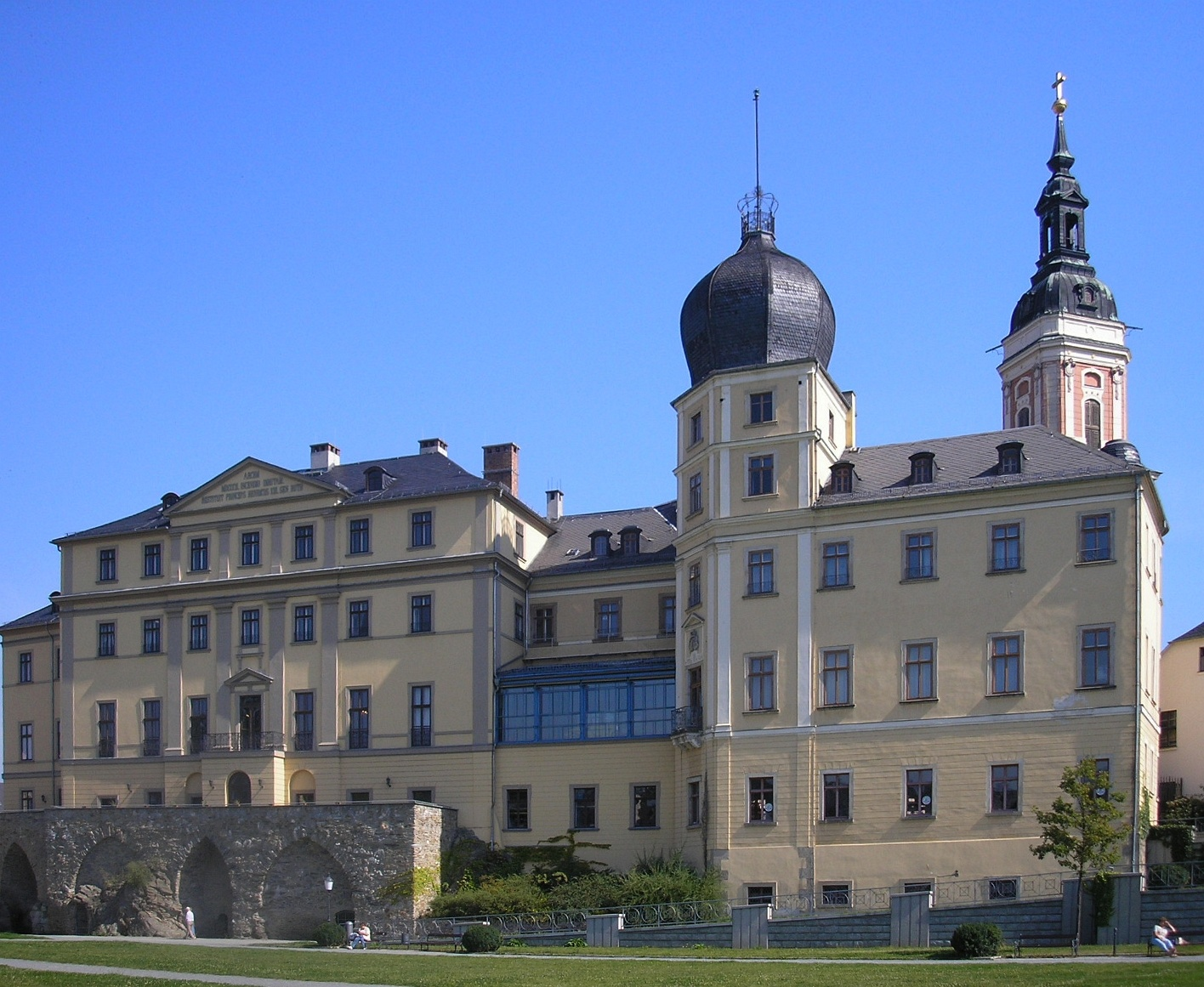
Le château-bas de Greiz
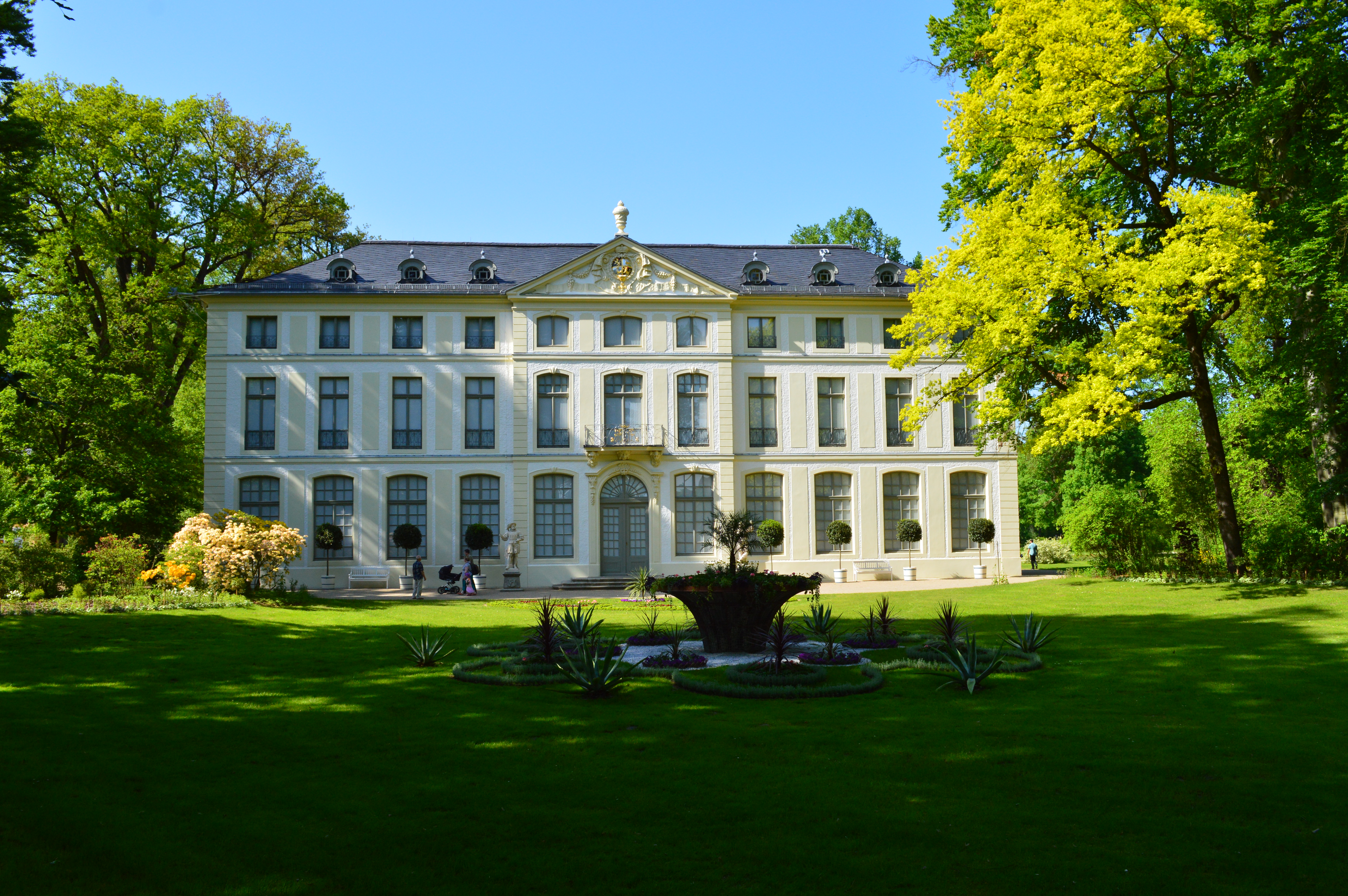
Le palais d'été dans le parc de Greiz
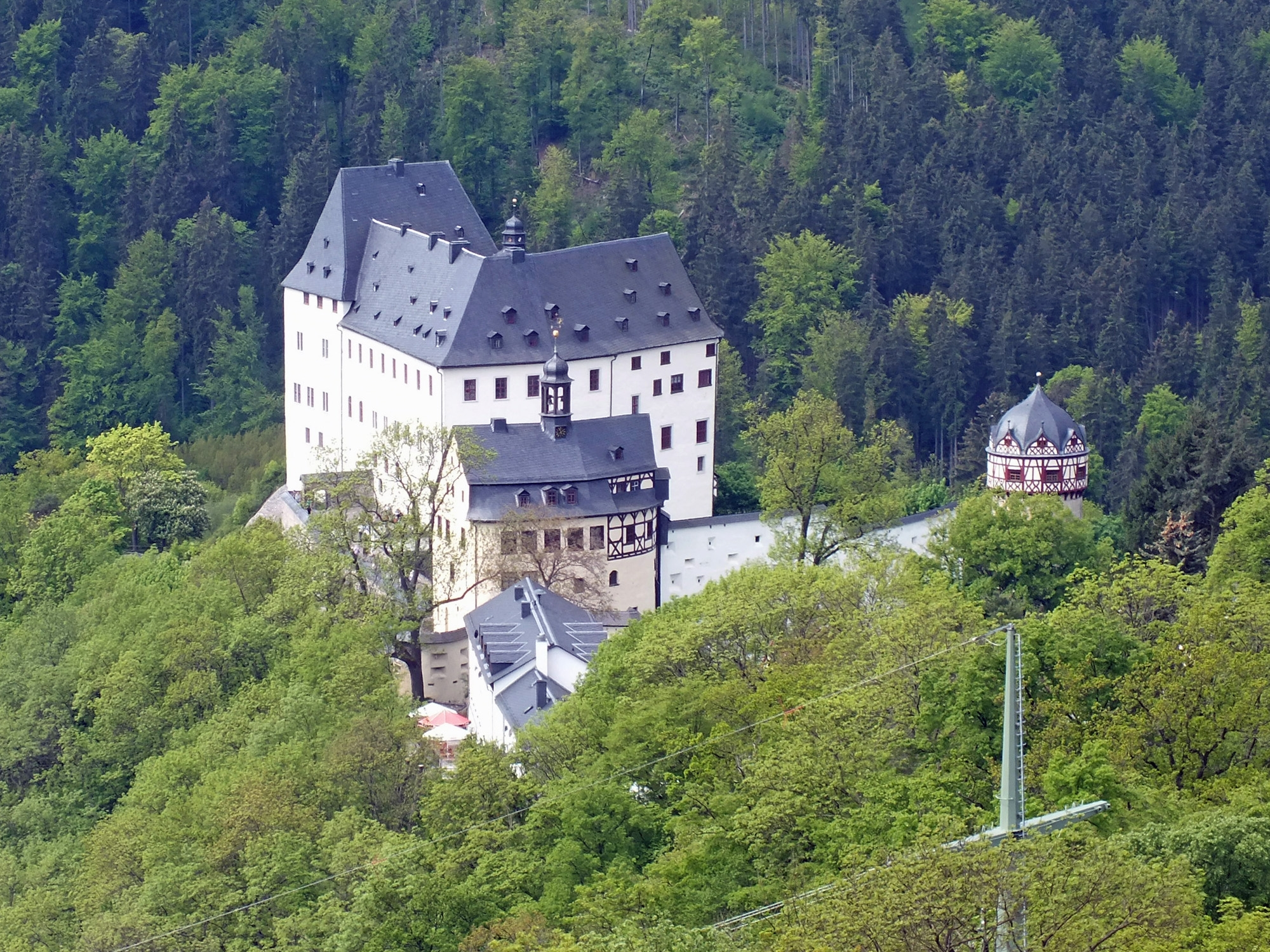
Le château de Burgk